# Гарднерс (Пенсилванија)
Гарднерс (енгл. Gardners) насељено је место без административног статуса у америчкој савезној држави Пенсилванија.

## Демографија
По попису из 2010. године број становника је 150.
| Група             | 2000.    | 2010.       |
| Белци             | 0 (0,0%) | 128 (85,3%) |
| Афроамериканци    | 0 (0,0%) | 4 (2,7%)    |
| Азијати           | 0 (0,0%) | 0 (0,0%)    |
| Хиспаноамериканци | 0 (0,0%) | 13 (8,7%)   |
| Укупно            | 0        | 150         |